# Jožef Bernjak
Jožef Bernjak, slovenski rimskokatoliški duhovnik in ljudski zdravilec, * (?) 1823, zaselek Gnidovica, † (?) 1907, Gorenji Tribil, Beneška Slovenija. 

## Življenje
Rodil se je v pobožni družini v zaselku Gnidovica pri Srednjah. Študij bogoslovja je končal v Vidmu in tam leta 1851 prejel mašniško posvečenje, potem pa je bil do smrti kaplan v Gornjem Triblju pri Srednjah. Bil je dober dušni pastir, poleg tega pa tudi domači zdravnik samouk, pravi samarijan, ki je hodil od hiše do hiše in pomagal ljudem. Poznal je mnogo zdravilnih rastlin iz katerih je pripravljal zdravilne pripravke za razne bolezni s katerimi je zdravil ljudi in domače živali.